# Friedrich Polleroß

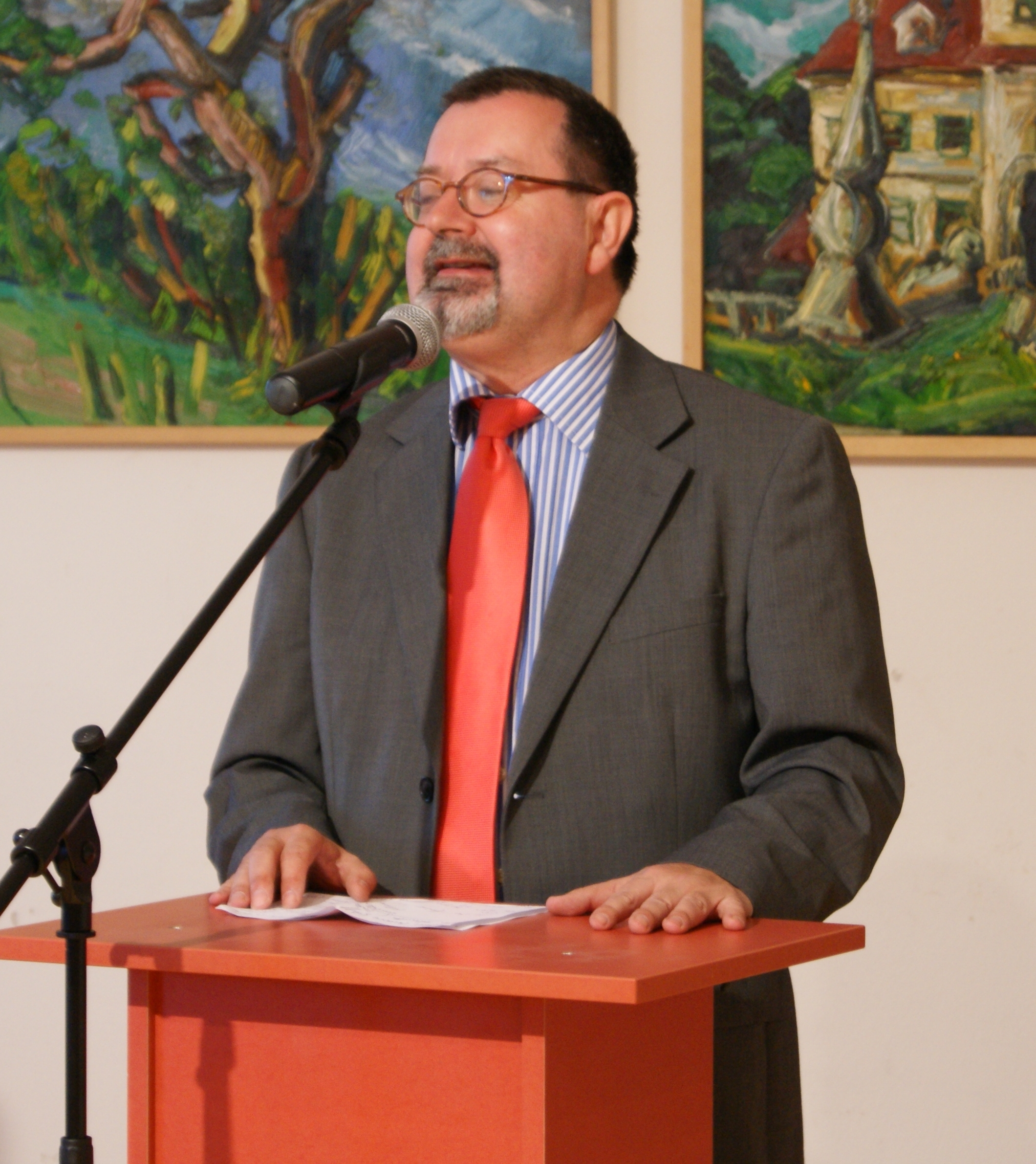
Friedrich Polleroß (2012)

Friedrich Bernhard Polleroß (* 1958 in Horn) ist ein österreichischer Kunsthistoriker, Forscher, Museumsleiter und Schriftsteller. Er war bis 2023 als wissenschaftlicher Mitarbeiter an der Universität Wien tätig.

## Leben
Friedrich Polleroß wuchs in Neupölla auf, maturierte am Horner Gymnasium und studierte anschließend Kunstgeschichte und Geschichte an der Universität Wien, wo er 1986 bei Günther Heinz seine Dissertationsarbeit mit dem Titel „Das sakrale Identifikationsporträt“ schrieb. Seine berufliche Laufbahn startete er 1986 als Vertragsbediensteter am Institut für Kunstgeschichte. Seit 1988 bis zu seiner Versetzung in den Ruhestand 2023 war Polleroß als Universitätslektor am Institut für Kunstgeschichte der Universität Wien beschäftigt. 1993 wurde er mit der Leitung der Diasammlung betraut und war seit 2011 zusätzlich als Leiter des Institutsarchives sowie als Erasmusbeauftragter tätig. Seine wissenschaftlichen Forschungsschwerpunkte sind der österreichische Barock, die habsburgische Repräsentation und das höfische Porträt im Wandel der Kunstgeschichte und die Regionalgeschichte des Waldviertels. Polleroß verfasste zahlreiche Bücher, Aufsätze, Katalogbeiträge, Berichte und trat auch als Herausgeber zahlreicher internationaler Bücher und Publikationen in Erscheinung.
Neben seiner beruflichen Tätigkeit ist Friedrich Polleroß unter anderem Vizepräsident des „Instituts für die Erforschung der Frühen Neuzeit“ in Wien, Mitglied des Vorstandes des Waldviertler Heimatbundes und der Redaktion der Zeitschrift „Das Waldviertel“ sowie Leiter des „Ersten österreichischen Museums für Alltagsgeschichte“ in Neupölla. Daneben war er Mitarbeiter eines Forschungsprojekts der European Science Foundation und ist Mitarbeiter eines Forschungsprojekts des „Centre de recherche du château de Versailles“.

## Anerkennungen
- 2020 Niederösterreichischer Kulturpreis

## Publikationen
- 100 Jahre Antisemitismus im Waldviertel (= Schriftenreihe des Waldviertler Heimatbundes. Band 25). Krems an der Donau, 1. Auflage 1983; 2. Auflage 1996.
- Das sakrale Identifikationsporträt: Ein höfischer Bildtypus vom 13. bis zum 20. Jahrhundert (= Manuskripte für Kunstwissenschaft in der Wernerschen Verlagsgesellschaft 18). 2 Bände. Wernersche Verlagsgesellschaft, Worms 1988, ISBN 978-3-88462-917-8.
- Gemeinsam mit Andrea Sommer-Mathis, Christopher F. Laferl: Federschmuck und Kaiserkrone. Das barocke Amerikabild in den habsburgischen Ländern. Ausstellungskatalog Schloß Hof. Wien 1992.
- Die Kunst der Diplomatie. Auf den Spuren des kaiserlichen Botschafters Leopold Joseph Graf von Lamberg (1653–1706). Petersberg 2010.[Anm. 1]
- 100 Jahre Tischlerei Zimmerl-Polleroß. Geschichte einer Waldviertler Familie. Petersberg 2013.
- Die Repräsentation der Habsburger (1493–1806). Petersberg 2022.